# Biblioteca del MuVIM

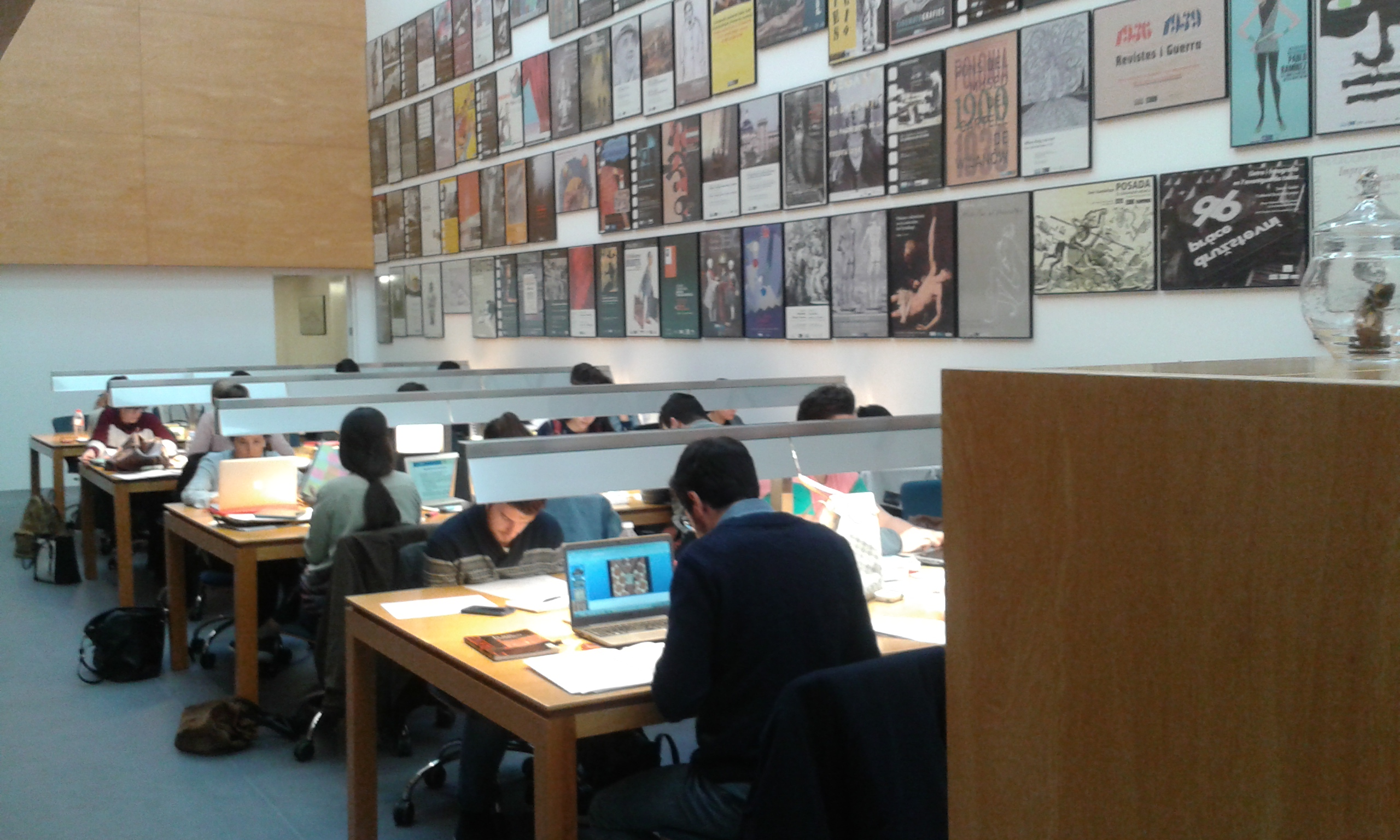

La Biblioteca y Centro de Documentación del MuVIM es una biblioteca especializada en Ilustración y Modernidad situada en la calle Quevedo,10 de Valencia, España, e inaugurada el 20 de octubre de 2004.

## Colección
Cuando en 2004 se inaugura la biblioteca del Museo Valenciano de la Ilustración y la Modernidad  (MuVIM), su fondo bibliográfico lo formaba la unión de tres colecciones, una adquirida para formar el núcleo fundacional de la biblioteca del MuVIM y las otras fruto del traslado de la Biblioteca General de la Diputación al MuVIM. Unos meses más tarde se incorporaba la de la antigua IVEI. Sus contenidos son:
1.- Fondo fundacional: constituido por las obras del pensamiento ilustrado en ediciones históricas, obras del ciclo revolucionario, Revolución francesa, Napoleón y expansión francesa en Europa, obras de pensadores liberales y reaccionarios de la primera mitad del siglo XIX, etc.
2.- La Biblioteca General de la Diputación: formada por las publicaciones editadas por la Corporación provincial y la Institució Alfons el Magnànim; además de todas aquellas obras que ha ido adquiriendo a lo largo de los años. Cuenta con una interesante colección de obras de temática valenciana: historia, sociedad y cultura de la primera mitad del siglo XX; un importante fondo antiguo formado por obras impresas en los siglos XVI al XIX y grabados sueltos de vistas de los pueblos de la provincia del siglo XIX. Completa este fondo una interesante colección cartográfica de los siglos XVII al XX.
3.- La Colección Alfons Roig: formada por la biblioteca privada del padre Alfons Roig Izquierdo (1903-1987) que fue donada a la Diputación de Valencia en 1985. Su fondo es muy variado: filosofía, liturgia y teología, literatura, ensayo, pero sobre todo arte: manuales, catálogos de exposiciones, etc.
4.- La Biblioteca de la Institució Valenciana d’Estudis i Investigació (IVEI). Colección incorporada en marzo de 2005. Biblioteca dependiente de esta institución de investigación pionera valenciana que se formó en los años ochenta. Reúne obras de pensamiento político-social y cultural que destacaron en el ámbito internacional durante los años en que funcionó la IVEI (1981-1997). Cuenta con una interesante hemeroteca.
La biblioteca del MuVIM sirve de apoyo bibliográfico y documental al museo, colaborando con sus actividades (exposiciones, congresos, publicaciones, etc.). De ahí su especialidad en contenidos claves de la Ilustración (pensamiento ilustrado), historia valenciana, así como en fotografía y diseño gráfico, objeto de las exposiciones temporales (carteles, fotografías, libros ilustrados, tipografía, grabados , etc.). Entre sus últimas incorporaciones cabe destacar una colección de libros, editados durante los años de la Segunda República, para formar parte de la exposición La Modernidad Tipográfica. De la misma manera que se adquirió una colección de libros, editados por la editorial Prometeo, para formar parte de la exposición sobre Vicente Blasco Ibáñez, realizada en 2011.
5.- La Biblioteca Lambert. A finales de 2014 se adquirió la conocida como "Biblioteca Lambert". Se trata de la biblioteca particular de la familia Lambert: André-Luis Lambert Perret (1851-1929), arquitecto suizo además de historiador del arte e ilustrador, que se instaló en Jávea en 1920 y murió en 1929; la de su hijo André Lambert Jordán (1884 a 1967), natural de Stuttgart (Alemania), quien también se consagró a las Bellas Artes y en particular al grabado aplicado a la edición de libros. La vida de estos próceres transcurrió entre París y Jávea. Fue en esta última ciudad donde establecieron su hogar y de donde procede la biblioteca. La donación de esta biblioteca ha sido ofrecida por la hija y nieta de los protagonistas, Milagros Boutan-Lambert.

## Servicios
- Consulta y lectura sala
- Información bibliográfica y referencial
- Préstamo personal e interbibliotecario
- Reprografía
- Conexiones para ordenadores portátiles y WIFI
- Préstamo de documentos para exposiciones

## Localización
Museo Valenciano de la Ilustración y de la Modernidad- MuVIM- Biblioteca 

C/ Quevedo, 10 

46001 Valencia 

Tel. 963 883 761 / 963 883 762 